# プログレスMS-28
プログレス MS-28（ロシア語: Прогресс МC-27、ロシア製造番号458、NASAではプログレス89Pと呼称）は、国際宇宙ステーション（ISS）への再補給のためにロスコスモスが打ち上げたプログレス補給船。プログレス宇宙機にとって181回目の飛行。

## ミッション
2024年8月15日の03:20:17 UTC（射場の現地時間 08:20:17 AQTT）にソユーズ2.1aに搭載されてカザフスタンにあるバイコヌール宇宙基地31番射点から打ち上げられた。プログレス MS-28はおよそ2,621 kg (5,778 lb)の食料、飲料水、衣服、燃料、装備品を第71次長期滞在および第72次長期滞在クルーのためにISSへと輸送した。
宇宙機はISSに2024年8月17日 05:55:07 UTCに自動的にドッキングした。ズヴェズダモジュールの後方側ポートに、それまで同ポートにドッキングしていたプログレス MS-26に代わってドッキングした。
ISSへの6ヶ月間のドッキングののちに、プログレス MS-30輸送ミッションの打ち上げに備えてプログレス MS-28は2025年2月25日 20:17:33 UTCにドッキングを解除した。減速機動は23:21 UTCに開始され、約2分後に南太平洋上空で宇宙機は地球大気圏への再突入を開始した。燃え残った残骸は2月26日 01:05 UTCごろに海面に落下したものと推測されている。

## 積荷目録
それぞれのプログレスのミッションでは、クルーがアクセスできる与圧セクションに1000kgを超える補給品を輸送している。補給品には食料、飲料水、空気などの消耗品に加えてメンテナンスと科学研究のための機材も含まれている。非与圧セクションにはステーション内部の資源と空気を維持するための飲料水、燃料およびガスのタンクが搭載されている。これらの資源は自動化されたプロセスでステーションへと移送される。
このミッションでは、プログレス MS-28には打ち上げ前に総計2,621 kg (5,778 lb)の貨物及び補給品が搭載された。
積荷目録は以下の通り：
- 与圧貨物: 1,201 kg (2,648 lb)
- 燃料: 950 kg (2,090 lb)
- 飲料水: 420 kg (930 lb)
- 窒素ガス: 50 kg (110 lb)

## 軌道マヌーバ
プログレス MS-28貨物宇宙機は、国際宇宙ステーション（ISS）の軌道を修正するために一連の軌道マヌーバを実施した。これらのマヌーバにはステーションの空気抵抗を打ち消すための「リブースト」や、宇宙空間を飛来するデブリを回避するための衝突回避マヌーバなどが含まれている。
- 2024年8月27日 21:46 UTC: ソユーズ MS-25の出発及びソユーズ MS-26の打ち上げに備えて、1,075.42秒間の燃焼で1.95 m/s (6.4 ft/s)増速し、ISSの軌道を3.4 km (2.1 mi)押し上げて419.41 km (260.61 mi)とした。
- 2024年9月5日 19:45 UTC: ソユーズ MS-25の出発及びソユーズ MS-26の打ち上げに向けた最終調整として781.98秒間の燃焼で1.42 m/s (4.7 ft/s)増速し、軌道を2.48 km (1.54 mi)押し上げて420.7 km (261.4 mi)とした。
- 2024年10月4日 08:44 UTC: 1,207.62秒間の燃焼で1.66 m/s (5.4 ft/s)増速し、軌道を2.9 km (1.8 mi)押し上げて419 km (260 mi)とした。
- 2024年11月13日 16:47 UTC: プログレス MS-29の到着に備えて、1,894.4秒間の燃焼で2.82 m/s (9.3 ft/s)増速し、軌道を4.9 km (3.0 mi)押し上げて417.23 km (259.25 mi)とした。
- 2024年11月19日 20:09 UTC: 衝突回避のために330.90秒間の燃焼で0.5 m/s (1.6 ft/s)増速し、軌道を800 m (2,600 ft)押し上げて430.86 km × 416.20 km (267.72 mi × 258.61 mi)の軌道に到達した。
- 2024年11月25日 09:49 UTC: 別の衝突回避マヌーバとして、211.96秒間の燃焼で0.3 m/s (0.98 ft/s)増速し、軌道を500 m (1,600 ft)押し上げて430.40 km × 417.81 km (267.44 mi × 259.62 mi)の軌道に到達した。
- 2024年12月22日 01:10 UTC: ソユーズ MS-26の出発及びソユーズ MS-27の打ち上げに備えて、811.3秒間の燃焼で1.3 m/s (4.3 ft/s)増速し、ISSの軌道を2.3 km (1.4 mi)押し上げて416.44 km (258.76 mi)とした。
- 2025年1月11日 17:45 UTC: ソユーズ MS-26の出発及びソユーズ MS-27の打ち上げに備えて、1,155秒間の燃焼で1.8 m/s (5.9 ft/s)増速し、ISSの軌道を3.2 km (2.0 mi)押し上げて416.71 km (258.93 mi)とした。
- 2025年2月1日 08:58 UTC: ソユーズ MS-26の出発及びソユーズ MS-27の打ち上げに備えて、1,227.2秒間の燃焼で1.82 m/s (6.0 ft/s)増速し、ISSの軌道を3.2 km (2.0 mi)押し上げて417.44 km (259.39 mi)とした。
- 2025年2月20日 01:30 UTC: ソユーズ MS-26の出発及びソユーズ MS-27の打ち上げに備えて、1,341.2秒間の燃焼で1.95 m/s (6.4 ft/s)増速し、ISSの軌道を3.4 km (2.1 mi)押し上げて419 km (260 mi)とした。